# Философов, Александр Александрович (Герой Советского Союза)
Александр Александрович Философов (3 ноября 1924, Вёска, Владимирская губерния — 28 августа 1984, Новоград-Волынский, Житомирская область) — полковник Советской Армии, участник Великой Отечественной войны, Герой Советского Союза (1945).

## Биография
Александр Философов родился 3 ноября 1924 года в деревне Вески (ныне — Переславский район Ярославской области). После окончания восьми классов школы и курсов счетоводов работал по специальности. В августе 1942 года Философов был призван на службу в Рабоче-крестьянскую Красную Армию. В 1943 году он окончил Новоград-Волынское военное пехотное училище (с середины 1943 года — Ярославское военное пехотное училище имени генерал-лейтенанта Ф. М. Харитонова). С того же года — на фронтах Великой Отечественной войны. В боях четыре раза был ранен и два раза контужен.
К августу 1944 года лейтенант Александр Философов командовал взводом противотанковых ружей 294-го стрелкового полка 184-й стрелковой дивизии 5-й армии 3-го Белорусского фронта. Отличился во время освобождения Литовской ССР. 7 августа 1944 года взвод Философова участвовал в прорыве немецкой обороны с плацдарма на западном берегу Немана в районе хутора Тупики Шакяйского района, уничтожив 3 вражеских танка и большое количество солдат и офицеров. 15 августа 1944 года во время боя у деревни Слабадай Вилкавишкисского района Философов заменил собой выбывшего из строя командира роты и поднял роту в атаку, выбив противника с занимаемых им позиций, а затем отразив все его контратаки и прорвав вражескую оборону.
Указом Президиума Верховного Совета СССР от 24 марта 1945 года за «образцовое выполнение боевых заданий командования на фронте борьбы с немецкими захватчиками и проявленные при этом мужество и героизм» лейтенант Александр Философов был удостоен высокого звания Героя Советского Союза с вручением ордена Ленина и медали «Золотая Звезда» за номером 6807.
Участвовал в боях советско-японской войны. После её окончания продолжил службу в Советской Армии. В 1955 году Философов окончил курсы «Выстрел», в 1968 году — Высшие академические курсы. В 1971 году в звании полковника он был уволен в запас.
С 1971 года проживал и работал в Новограде-Волынском. Почётный гражданин города Новоград-Волынский. Скончался 28 августа 1984 года.

## Награды
- Медаль «Золотая Звезда» Героя Советского Союза
- Орден Ленина
- Орден Александра Невского
- Орден Отечественной войны 1-й степени
- Орден Отечественной войны 2-й степени
- Орден Красной Звезды
- Медали[3], в том числе[5]:
  - «За победу над Германией» (9.5.1945)
  - «За взятие Кёнигсберга» (9.5.1945)
  - «За победу над Японией» (30.9.1945)
  - «За боевые заслуги» (30.4.1954).

## Память
В Новограде-Волынском Житомирской области и в селе Берендеево Переславского района именем А. А. Философова названы улицы.

## Комментарии
1. ↑  «В 1931 году семья переехала в посёлок Берендеево»[1]. Из трёх населённых пунктов Переславского района с названием «Вёска» именно Вёска Скоблевского сельского округа находится в непосредственной близости от Берендеево (4 км), другие Вёски находятся на расстоянии более 20 км от Берендеево.